# Sertularia linearis
Sertularia linearis är en nässeldjursart som beskrevs av Warren 1908. Sertularia linearis ingår i släktet Sertularia och familjen Sertulariidae. Inga underarter finns listade i Catalogue of Life.